# Umar Alijew
Umar Dżaszujewicz Alijew (ros. Ума́р Джашу́евич Али́ев, ur. 1895 we wsi Kart-Dżurt w obwodzie terskim, zm. 1937) – radziecki filolog, działacz naukowy i polityczny narodowości karaczajewskiej.

## Życiorys
W latach 1915–1918 pracował jako nauczyciel w obwodzie dagestańskim, Tbilisi i guberni ufijskiej, 1917 był przewodniczącym Miejskiej Rady Związków Zawodowych w Ufie i Gubernialnej Rady Związków Zawodowych w Ufie. Od 1917 do stycznia 1918 był zastępcą przewodniczącego i przewodniczącym Wszechrosyjskiego Związku Uczących Się Muzułmanów w Kazaniu, od stycznia do kwietnia 1918 przewodniczącym Centralnego Biura Wszechrosyjskiego Związku Nauczycieli-Muzułmanów-Internacjonalistów, od kwietnia do lipca 1918 kierownikiem Wydziału ds. muzułmańskiego proletariatu Krymu, Kaukazu, Turkiestanu i Kirgistanu Centralnego Komisariatu Muzułmańskiego przy Ludowym Komisariacie do spraw Narodowości RFSRR, następnie kierownikiem wydziału górali Kaukazu Ludowego Komisariatu ds. Narodowości. Od października 1919 do marca 1920 pracował w obwodzie dagestańskim, od listopada 1920 do stycznia 1922 był przewodniczącym Karaczajewskiego Okręgowego Biura Organizacyjnego RKP(b) i przewodniczącym Karaczajewskiego Okręgowego Komitetu Rewolucyjnego, a od 30 stycznia do listopada 1922 przewodniczącym Karaczajo-Czerkieskiego Komitetu Rewolucyjnego. Następnie był kolejno zastępcą kierownika Północnokaukaskiego Krajowego Oddziału Edukacji Narodowej, przewodniczącym Północnokaukaskiej Krajowej Rady Narodowej, dyrektorem Północnokaukaskiego Naukowo-Badawczego Instytutu Historii, Ekonomii, Języka i Literatury, dyrektorem Muzeum Narodów Górskich i przewodniczącym Północnokaukaskiego Komitetu Nowego Alfabetu. Do 1935 studiował w Instytucie Czerwonej Profesury, od 1935 był sekretarzem katedry leninizmu Wszechzwiązkowego Zaocznego Instytutu Prawa, potem wykładowcą Moskiewskiego Państwowego Instytutu Teatralnego im. Łunaczarskiego i wykładowcą Moskiewskiego Uniwersytetu Państwowego.
W czerwcu 1937 został aresztowany w ramach wielkiej czystki, następnie rozstrzelany. Pośmiertnie zrehabilitowany. Jego imieniem nazwano ulice w Kisłowodzku, Czerkiesku i Karaczajewsku. W jego rodzinnej wsi otwarto poświęcone mu muzeum.